# Segredo pontifício
O segredo pontifício ou segredo papal é o código de confidencialidade que, de acordo com o direito canônico da Igreja Católica Romana, se aplica em assuntos que exijam confidencialidade maior que a ordinária:
Os negócios da Cúria Romana ao serviço da Igreja universal estão oficialmente cobertos pelo segredo ordinário, cuja obrigação moral deve ser aferida de acordo com as instruções dadas por um superior ou a natureza e importância da questão. Mas alguns assuntos de maior importância exigem um sigilo particular, chamado "sigilo pontifício", e devem ser observados como uma obrigação grave.
O segredo pontifício é objeto da instrução Secreta continere de 4 de fevereiro de 1974 emitida pela Secretaria de Estado. O texto foi publicado na Acta Apostolicae Sedis, 1974, páginas 89-92.
Sua aplicabilidade em casos de acusações e julgamentos envolvendo abuso de menores ou pessoas vulneráveis e em casos de posse de pornografia infantil por clérigos foi removida em 17 de dezembro de 2019. Seu uso nesses casos havia sido condenado pelo cardeal alemão Reinhard Marx na Reunião sobre a Proteção de Menores na Igreja realizada no Vaticano de 21 a 24 de fevereiro de 2019.

## Assuntos cobertos pelo segredo pontifício
A instrução Secreta continere lista dez classes de assuntos abrangidos pelo segredo pontifício:
1. Preparação de documentos papais, se o segredo pontifício for expressamente exigido
2. Informação obtida oficialmente pela Secretaria de Estado em relação a questões que exigem segredo pontifício
3. Notificações enviadas à Congregação para a Doutrina da Fé sobre ensinamentos e publicações e o exame dos mesmos pela Congregação.
4. Denúncias extrajudiciais de crimes contra a fé e a moral ou contra o sacramento da Penitência, salvaguardando-se o direito do denunciado a ser informado da denúncia, se a sua defesa contra ela o tornar necessário. O nome do denunciante só poderá ser-lhe dado a conhecer se se julgar necessário o confronto face a face entre o denunciante e o denunciado.
5. Relatórios de legados papais sobre assuntos cobertos pelo segredo pontifício.
6. Informações obtidas oficialmente com relação à nomeação de cardeais
7. Informações obtidas oficialmente a respeito da nomeação de bispos e legados papais e as respectivas indagações.
8. Informação obtida oficialmente a respeito da nomeação dos principais oficiais da Cúria Romana.
9. Todos os assuntos relativos a sistemas de cifra e mensagens cifradas.
10. Qualquer assunto que o Papa, um Cardeal encarregado de um departamento da Cúria Romana ou um legado papal considere de tal importância que exija a proteção do sigilo papal.[5]

## Assuntos excluídos do segredo pontifício
A instrução de direito canônico "Sobre a confidencialidade dos processos judiciais", de 17 de dezembro de 2019, excluiu do segredo pontifício as acusações, julgamentos e decisões em inquéritos canônicos e julgamento envolvendo:
1. violência ou abuso de autoridade para forçar atos sexuais,
2. abuso sexual de menores ou pessoas vulneráveis,
3. pedofilia envolvendo menores de 18 anos ou com sujeitos incapacitados,
4. ocultação dessas condutas a inquéritos eclesiásticos ou civis.[6]

Por sua vez, o prof. Giuseppe Dalla Torre, ex-presidente do Tribunal Estadual da Cidade do Vaticano, observou que o levantamento do segredo pontifício se deveu ao fato de que:
as razões que no passado levaram o legislador eclesiástico a introduzir, entre as matérias sujeitas ao segredo pontifício, as ofensas mais graves reservadas à Congregação para a Doutrina da Fé, deram lugar a matérias que agora são percebidas como mais elevadas e dignas de proteção especial. Em primeiro lugar, o primado da pessoa humana ofendida na sua dignidade, ainda mais por motivos de debilidade devido à idade ou incapacidade natural. E depois essa visibilidade plena das passagens nos procedimentos canônicos destinados a punir o ato criminoso, que contribui ao longo do tempo para a busca da justiça e a proteção dos envolvidos, inclusive daqueles que podem ser injustamente atingidos por acusações que se revelam infundadas.  

Segundo Dom Charles Scicluna, secretário adjunto da Congregação para a Doutrina da Fé, a abolição do segredo pontifício significa que:
Os documentos em um processo penal não são de domínio público, mas estão disponíveis para autoridades, ou pessoas interessadas, e autoridades que tenham jurisdição legal sobre o assunto. Então, acho que quando se trata, por exemplo, de informações que a Santa Sé pediu para compartilhar, é preciso seguir as regras internacionais: ou seja, que haja um pedido específico e que todas as formalidades do direito internacional devem ser seguidos. Mas por outro lado, a nível local, embora não sejam de domínio público, facilita-se a comunicação com as autoridades estatutárias e a partilha de informação e documentação. 

## Sanções por violação
Embora a violação do segredo pontifício, se deliberada, seja um pecado grave, e embora uma excomunhão automática possa às vezes ser imposta por violação de segredo em questões específicas, a regra geral é apenas que, se a violação for conhecida fora da Confissão, uma penalidade proporcional ao delito e o dano causado deve ser infligido.
Um exemplo da imposição de excomunhão automática por violação de segredo foi encontrado na instrução Crimen sollicitationis de 1962 (em vigor até ser substituída por novas normas em 2001), que impunha essa pena aos membros de um tribunal da Igreja que julgava um padre acusado de fazer investidas sexuais a um penitente em conexão com o sacramento da Penitência, se eles violaram o sigilo sobre os desenvolvimentos no curso do julgamento eclesiástico. A pessoa a quem tais adiantamentos eram feitos era, ao contrário, sujeita à excomunhão se não denunciasse o padre no prazo máximo de um mês.
Assim, os procedimentos do tribunal da Igreja estavam cobertos pelo segredo papal (chamado então segredo do Santo Ofício), mas o crime do padre não era: "Estes assuntos são confidenciais apenas para os procedimentos dentro da Igreja, mas não impedem de qualquer forma para que essas questões sejam levadas às autoridades civis para o devido julgamento legal. A Carta para a Proteção de Crianças e Jovens de junho de 2002, aprovada pelo Vaticano, exige que as alegações críveis de abuso sexual de crianças sejam denunciadas às autoridades legais." .